# しおかぜ (列車)
しおかぜは、四国旅客鉄道（JR四国）および西日本旅客鉄道（JR西日本）が岡山駅 - 伊予西条駅・松山駅を宇野線・本四備讃線・予讃線経由で運行している特別急行列車。

## 概要
山陽新幹線に接続して、岡山市と香川県の西讃・愛媛県の各都市を結ぶJR四国の主力列車でもある。
1972年（昭和47年）3月15日、それまで運転されていた急行「いよ」を格上げしたことにより高松駅 - 宇和島駅間で運転を開始した。同時期に運転を開始した「南風」とともに四国初の特急列車であり、1986年（昭和61年）11月1日にはエル特急に指定されている。
1988年（昭和63年）4月10日に本四備讃線（瀬戸大橋線）の開通に伴って岡山駅発着に変更され、引き続き高松駅を発着する列車は「いしづち」として運転されるようになった。

### 列車名の由来
瀬戸内海の「海から吹く塩気を含んだ風」である潮風を平仮名表記にしたものである。「しおかぜ」の名称は、1965年（昭和40年）から1968年（昭和43年）まで新大阪駅 - 広島駅間を運行する特急の名称として使用された（「山陽本線優等列車沿革」を参照）。なお、漢字は異なるが千葉県の房総地区の臨時列車で「汐風」が存在していた。
「しおかぜ」の名称は、JR四国の社内広報誌のタイトルにも採用されている。

## 平成期からの運行概況
2024年（令和6年）3月16日現在、岡山駅 - 松山駅間で14往復（下り1 - 27号／上り4 - 30号）、岡山駅 - 伊予西条駅間で1往復（下り29号／上り2号）が運転されている。
運行区間の殆どが単線区間で、列車の増発が困難であることから、伊予西条始発の2号を除き、宇多津駅・多度津駅 - 松山駅間で高松駅発着の「いしづち」を併結している。ただし、多客期（大型連休・お盆・年末年始）は一部列車を除いて宇多津駅または多度津駅での連結・切り離し作業を行わず、全編成が岡山駅発着の「しおかぜ」として運転される。この場合、高松駅 - 宇多津駅・多度津駅間に接続列車として臨時「いしづち」が運転され、宇多津駅 - 多度津駅間の各停車駅で乗り換えとなる。或るいは団体客が乗車する場合も同様で、時刻表に載らない場合が多い。逆に瀬戸大橋が強風で運転を見合わせ、予讃線のみ運行可能な場合は宇多津での切り離しはせず全列車全編成とも高松駅発着となる。
1990年（平成2年）に2000系の量産車が予讃線に投入された頃から岡山駅 - 宇和島駅間を結ぶ直通列車は宇和島発が朝の上り3本、宇和島着が夜の下り2本のみとなり偏った状態だった。予讃線の電化完成当初は、岡山駅 - 宇和島駅間を結ぶ直通列車は宇和島発が朝の上りと宇和島着が夜の下り各1本のみ残されたが、松山駅で2000系同士の乗り換えが1日1回発生し、乗り換え利用時と直通利用時とで特急料金が異なることが利用客から問題視され、一時的に2往復とされた。2011年（平成23年）3月12日からは、再度宇和島発が朝の上りと宇和島着が夜の下り各1本のみに変更された。
2016年（平成28年）3月26日のダイヤ改正で、8600系の「しおかぜ」への新規投入により使用車両がすべて電車に統一され、特急列車は松山駅で完全に系統分離された。

### 停車駅
岡山駅 - 児島駅 - 宇多津駅 - 丸亀駅 - 多度津駅 - （詫間駅）-（高瀬駅）- 観音寺駅 - 川之江駅 - 伊予三島駅 - 新居浜駅 - 伊予西条駅 - 壬生川駅 - 今治駅 -（伊予北条駅）- 松山駅
- （ ）は一部列車のみ停車[2]。
  - 詫間駅：下り1・3・23 - 29号／上り2 - 8・30号が停車。
  - 高瀬駅：下り23 - 29号／上り2 - 6・30号が停車。
  - 伊予北条駅：下り1・13 - 27号／上り4 - 12・26 - 30号が停車。
  - 修学旅行により、4月に豊浜駅に停車することもある。
- 停車駅の詳細は以下の表を参照。

| 運行本数        | 号数                       | 瀬戸 大橋線 | 瀬戸 大橋線 | 瀬戸 大橋線 | 予讃線   | 予讃線 | 予讃線   | 予讃線 | 予讃線 | 予讃線   | 予讃線   | 予讃線     | 予讃線   | 予讃線     | 予讃線   | 予讃線 | 予讃線     | 予讃線 | 備考                                  |
| 運行本数        | 号数                       | 岡山駅      | 児島駅      | 宇多津駅    | 宇多津駅 | 丸亀駅 | 多度津駅 | 詫間駅 | 高瀬駅 | 観音寺駅 | 川之江駅 | 伊予三島駅 | 新居浜駅 | 伊予西条駅 | 壬生川駅 | 今治駅 | 伊予北条駅 | 松山駅 | 備考                                  |
| --------------- | -------------------------- | ----------- | ----------- | ----------- | -------- | ------ | -------- | ------ | ------ | -------- | -------- | ---------- | -------- | ---------- | -------- | ------ | ---------- | ------ | ------------------------------------- |
| 下り1本 上り1本 | 1号 8号                    | ●           | ●           | ●           | ●        | ●      | ●        | ●      | ─      | ●        | ●        | ●          | ●        | ●          | ●        | ●      | ●          | ●      |                                       |
| 下り1本         | 3号                        | ●           | ●           | ●           | ●        | ●      | ●        | ●      | →      | ●        | ●        | ●          | ●        | ●          | ●        | ●      | →          | ●      |                                       |
| 下り4本 上り6本 | 5 - 11号 14 - 24号         | ●           | ●           | ●           | ●        | ●      | ●        | ─      | ─      | ●        | ●        | ●          | ●        | ●          | ●        | ●      | ─          | ●      | 下り9号／上り22号は アンパンマン列車  |
| 下り5本 上り4本 | 13 - 21号 10・12・26・28号 | ●           | ●           | ●           | ●        | ●      | ●        | ─      | ─      | ●        | ●        | ●          | ●        | ●          | ●        | ●      | ●          | ●      | 下り21号／上り10号は アンパンマン列車 |
| 下り3本 上り3本 | 23・25・27号 4・6・30号    | ●           | ●           | ●           | ●        | ●      | ●        | ●      | ●      | ●        | ●        | ●          | ●        | ●          | ●        | ●      | ●          | ●      |                                       |
| 下り1本 上り1本 | 29号 2号                   | ●           | ●           | ●           | ●        | ●      | ●        | ●      | ●      | ●        | ●        | ●          | ●        | ●          |          |        |            |        | 2号は 「いしづち」併結なし            |
| 停車本数        | 下り                       | 15          | 15          | 15          | 15       | 15     | 15       | 6      | 4      | 15       | 15       | 15         | 15       | 15         | 14       | 14     | 9          | 14     |                                       |
| 停車本数        | 上り                       | 15          | 15          | 15          | 15       | 15     | 15       | 5      | 4      | 15       | 15       | 15         | 15       | 15         | 14       | 14     | 8          | 14     |                                       |

凡例
- ●：停車
- ─・→：通過（矢印は運転方向）

### 使用車両・編成
全列車が松山運転所所属の車両で運転されている。なお、宇野線・本四備讃線では振り子を含む車体傾斜機構は使用しない。

#### 現在の使用車両
8000系電車（1992年（平成4年）9月19日 - ）
朝の2本（下り1号／上り2号）に「いしづち」用のS編成が充当される以外はグリーン車を連結したL編成（5両編成）が充当され、「いしづち」と連結する宇多津駅・多度津駅 - 松山駅（29号は終点の伊予西条駅）間では8両編成となる。
8600系電車（2016年（平成28年）3月26日 - ）
グリーン車を連結した3両編成と普通車のみの2両編成を併結した5両編成が充当され、「いしづち」と連結する宇多津駅・多度津駅 - 松山駅間では7両編成となる。
運用上の特徴として、「いしづち」編成が岡山駅・高松駅側に、「しおかぜ」編成が松山駅側に連結される。このため、松山方面行きでは「しおかぜ」が先に宇多津駅・多度津駅に入り、「いしづち」が駅手前で信号待ちを行う。1998年（平成10年）3月14日 - 2014年（平成26年）3月14日の間は、「しおかぜ」の所要時間短縮のため8000系の向きが編成ごと方向転換されていたが、2014年3月15日のダイヤ改正から元の向きに戻されている。これにより、グリーン車の位置が編成の1号車に統一された。

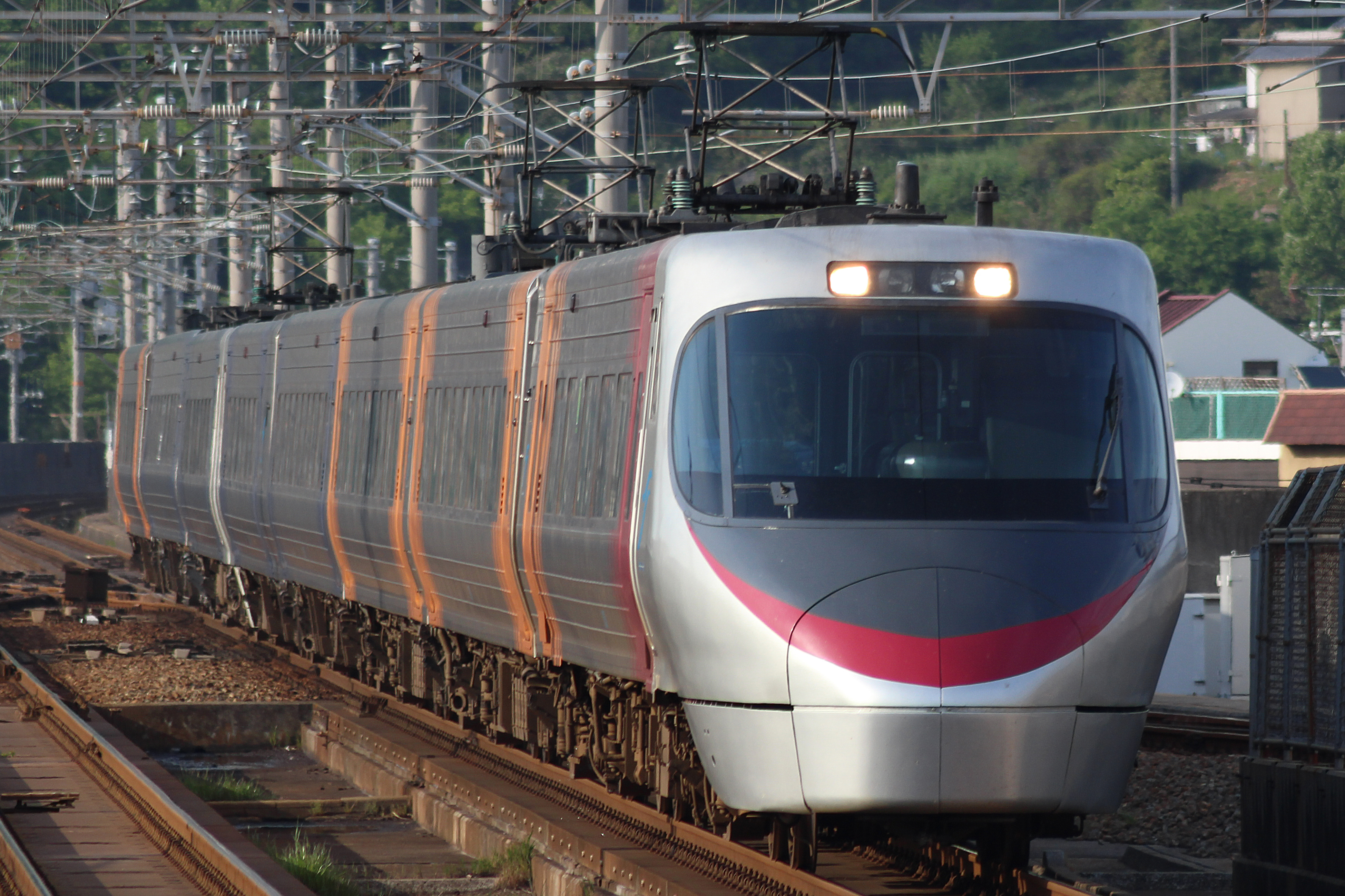
8000系「しおかぜ」
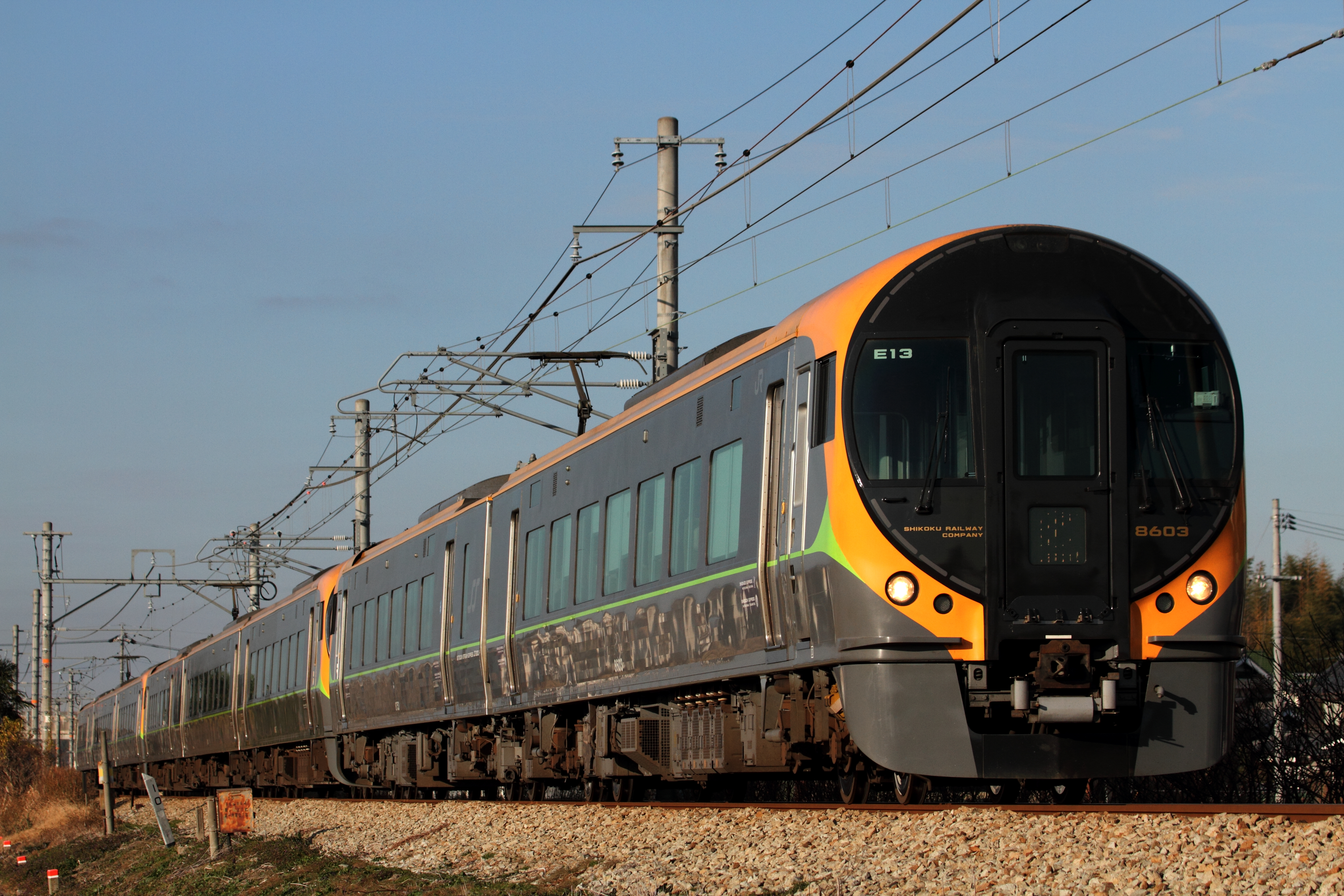
8600系「しおかぜ」

#### 過去の使用車両
- 2000系気動車（1990年（平成2年）11月21日 - 2016年（平成28年）3月25日）
- キハ185系（1986年（昭和61年）11月1日 - 1990年（平成2年）11月20日）
- キハ181系（1972年（昭和47年）3月10日 - 1993年（平成5年）3月17日）

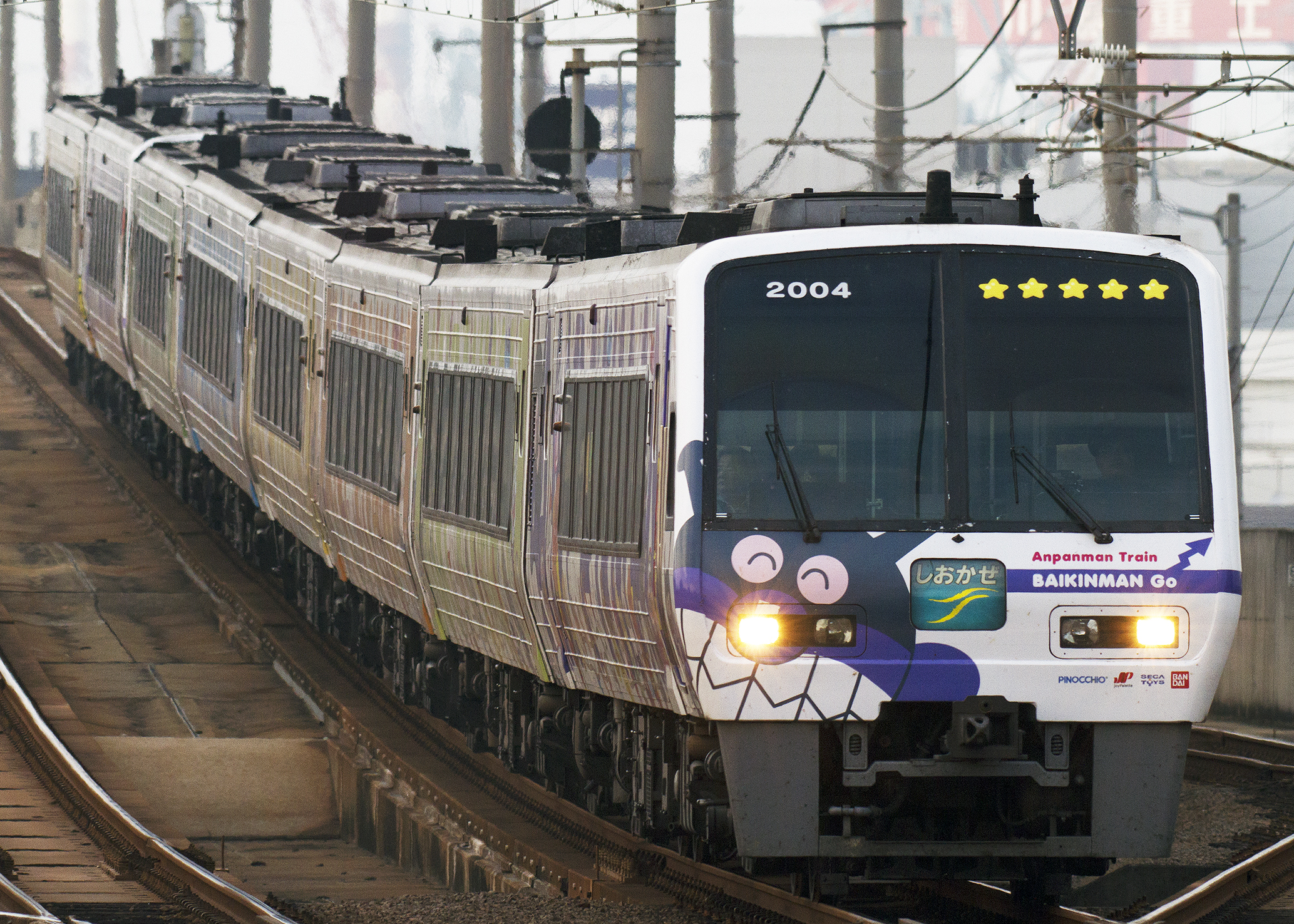
2000系「しおかぜ」 （アンパンマン列車・ばいきんまん号）
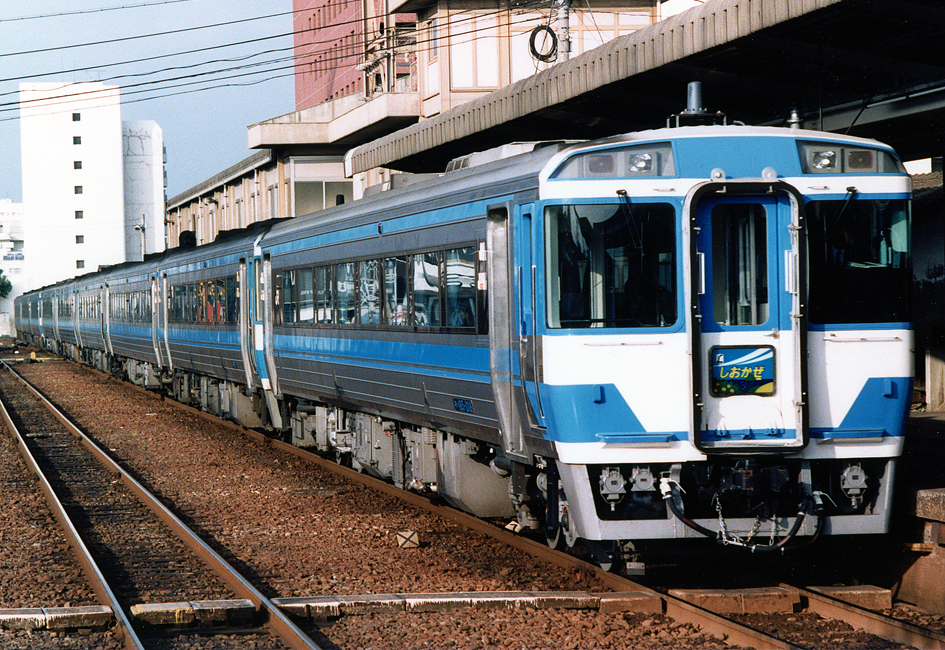
キハ185系「しおかぜ」
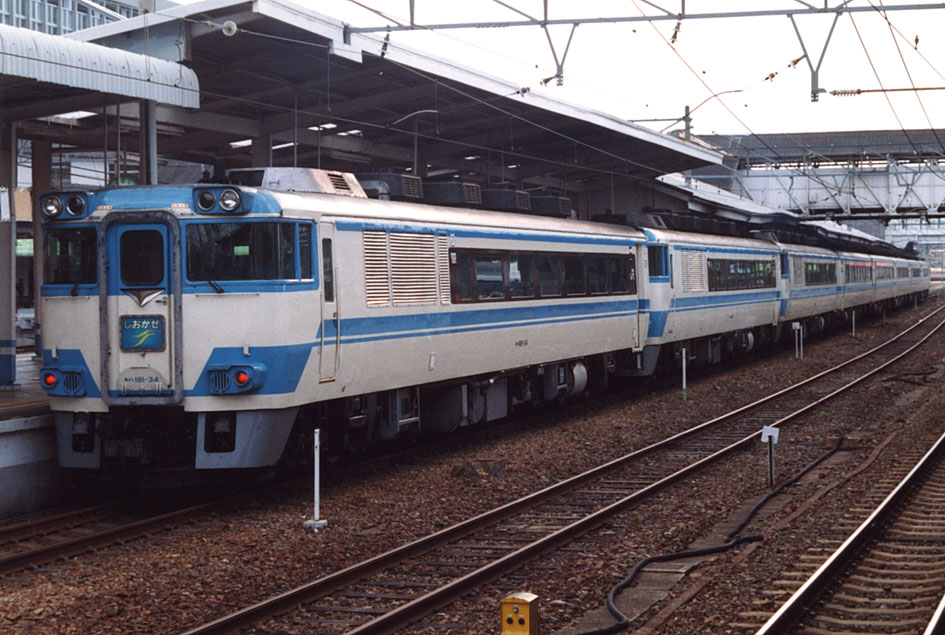
キハ181系「しおかぜ」

## 利用状況
JR四国もシェア確保のため積極的な営業戦略を行っている。具体的には、西日本旅客鉄道（JR西日本）と協力しながら、新幹線との接続改善、特別企画乗車券である阪神往復フリーきっぷの発売、パークアンドライドサービスの実施、四国・瀬戸内海エリアでテレビコマーシャルの放送などが挙げられる。大阪府と愛媛県との間の交通機関別の輸送シェアを2000年（平成12年）と2005年（平成17年）とで比較した調査においては、鉄道のシェアはほぼ横ばいであった。
施設面では2006年（平成18年）11月に、岡山駅の橋上駅舎化による乗換利便性の向上が図られたほか、宇野線の部分複線化工事が2009年（平成21年）に完成し、同年3月14日のダイヤ改正で1 - 2分所要時間が短縮された。

## フリーゲージトレイン化計画
沿線一部自治体が、「しおかぜ」のフリーゲージトレイン化による新大阪駅直通列車運行を要望しており、実際にフリーゲージトレイン試作車による試験運転が行われている。すでに電化されているため、「南風」よりも実現性が高いものの、沿線自治体の姿勢が一貫していない上に、どの自治体も財政が厳しく、強く推進されていないのが現状である。
JR四国は2006年（平成18年）に国土交通省交通政策審議会・交通体系分科会の地域公共交通部会に提出した資料の中で、長期的に望まれる投資として瀬戸大橋線を介したフリーゲージトレインによる新幹線直通列車を挙げている。これとあわせて予讃線の伊予市 - 宇和島間の電化や伊予西条 - 松山間の短絡線（高縄半島の付け根を結ぶ）も挙げられており、フリーゲージトレインが具体化した場合にはこれらの投資の必要性を考えているとみられる。JR四国の松田清宏社長（当時）も2008年（平成20年）の雑誌の対談記事でそうした主旨の発言をおこなっている。
2010年（平成22年）には、松田会長（同年6月に社長から異動）や泉雅文社長が、高縄半島の付け根の短絡線による予讃線の時間短縮について相次いで言及した。泉社長はこれを含めた高速化（土讃線・高徳線を含む）の費用を1,500億円と述べ、国の支援を求めているとしている。

## 沿革

### 国鉄時代
- 1972年（昭和47年）3月15日：山陽新幹線開業に伴うダイヤ改正。急行「いよ」を格上げする形で、特急「しおかぜ」3往復運行開始。「南風」とともに、四国初の特急列車設定であった。

キハ181系気動車を使用し、運行区間・本数は高松駅 - 宇和島駅間が2往復、高松駅 - 松山駅間が1往復。
当時、運転曲線が急行列車とほとんど同一だったので、途中停車駅を新居浜駅・今治駅・松山駅・伊予大洲駅または八幡浜駅（千鳥停車）に絞り、高松駅 - 宇和島駅間を4時間35分で運行していた。
- 1977年（昭和52年）3月15日：急行「うわじま」を格上げする形で、「しおかぜ」高松駅 - 宇和島駅間1往復増発。「しおかぜ」は4往復、「うわじま」7往復（このうち1往復は夜行列車）となる。
- 1986年（昭和61年）
  - 3月3日：内山線（予讃本線の向井原駅 - 内子駅経由 - 伊予大洲駅間短絡ルート）全通に伴い、従来伊予長浜駅を経由していた特急・急行列車は内子駅経由に変更。運行本数に変更はなかったが、所要時間は約10分短縮。
  - 11月1日：ダイヤ改正。キハ185系気動車の登場に伴い、急行「いよ」・「うわじま」を格上げする形で「しおかぜ」を9往復増発し、13往復（うち高松駅 - 宇和島駅間は5往復）となる[11]。同時に「エル特急」に指定される[11]（列車番号の数字部分=号数が181系、号数+1000が185系）。
- 1987年（昭和62年）
  - 3月23日：高松駅 - 松山駅間高速化（最高速度110km/h）。

### JR発足後
- 1988年（昭和63年）4月10日：本四備讃線（瀬戸大橋線）開業に伴うダイヤ改正。「しおかぜ」が岡山駅発着に変更され、5往復（うち岡山駅 - 宇和島駅間は下り1本／上り2本）となる。高松駅発着は「いしづち」9往復（うち高松駅 - 宇和島駅間：下り3本／上り2本）に移行。（列車番号の数字部分=号数が「いしづち」、号数+1000が「しおかぜ」）
- 1989年（平成元年）
  - 3月11日：キハ181系・185系特急を瀬戸大橋周辺民家への騒音低減策として減速運転（65km/h走行）開始。これによる所要時間増を抑えるため、一部列車は児島駅を通過とし、乗務員の交代を多度津駅で行うようになる。
  - 7月22日：宇野線妹尾駅構内の複線化に伴う増発で3往復増になり、8往復（このうち岡山駅 - 宇和島駅間は下り2本／上り3本）に。キハ185系使用の「しおかぜ」1往復が多度津駅 - 松山駅間で「いしづち」との併結運転を開始。
- 1990年（平成2年）11月21日：多度津駅 - 内子駅、伊予石城駅 - 卯之町駅の最高運転速度が120km/hに引き上げられ、振り子式車両である2000系気動車を8往復中6往復（このうち岡山駅 - 宇和島駅間は2往復）で使用開始。残り2往復はキハ181系（うち岡山駅 - 宇和島駅間は上り1本）での運転とする。「いしづち」との併結運転は取りやめ。
- 1992年（平成4年）9月19日：8000系電車の試作車が登場し、臨時列車2往復（岡山駅 - 新居浜駅間）で運転開始[12][13]。
- 1993年（平成5年）3月18日：多度津駅 - 松山駅間で最高130km/h運転開始。2往復増発され10往復に（全列車が児島駅停車に戻る）。予讃線新居浜駅 - 今治駅間の電化完成に伴い、「しおかぜ」は以下のように変更。
  - 8往復を8000系電車化。うち3往復は多度津駅 - 松山駅間で「いしづち」と併結運転。
    - この改正以後、列車番号の数字部分=号数を「しおかぜ」、号数+1000を「いしづち」に固定。

  - 残りの2往復は岡山駅 - 宇和島駅間1往復、岡山駅 - 松山駅間1往復で、2000系気動車での運転とする。
    - 松山駅 - 宇和島駅間は、特急「宇和海」として分離される。
- 1994年（平成6年）12月3日：下り1本が増発され、下り11本／上り10本に。多度津駅 - 松山駅間で「いしづち」と併結運転する列車が下り4本／上り3本になる。
- 1997年（平成9年）11月29日：1往復増発され、下り12本／上り11本に。2000系気動車使用列車は2往復とも岡山駅 - 宇和島駅間の運行となり、多度津駅 - 松山駅間で「いしづち」と併結運転する列車は下り10本／上り9本に増える。
- 1998年（平成10年）
  - 3月14日：岡山方面の所要時間短縮のため、8000系電車を編成ごと方向転換する。2000系列車でも多度津駅 - 松山駅間で「いしづち」と併結を開始したため、併結運転する列車は下り13本／上り12本に増える。
  - 10月3日：平日のみ運行の82号（伊予西条発岡山行き）が増発され、14往復となる。
- 1999年（平成11年）3月13日：82号が毎日運行となり、2号となる。

### 2000年代の動き
- 2000年（平成12年）3月11日：1往復増発され15往復に。多度津駅 - 松山駅間で「いしづち」と連結運転する列車は下り14本／上り13本に増える。
- 2001年（平成13年）10月1日：2000系気動車の一部（11両）が「アンパンマン列車」となる。
- 2002年（平成14年）
  - 3月23日：多度津駅 - 宇多津駅で2本の特急列車が続行するダイヤを修正するため、「しおかぜ」「いしづち」の分割併合を行う駅を多度津駅から宇多津駅に変更[14]。
  - 10月：予讃線の「アンパンマン列車」がリニューアル（2代目）。
- 2003年（平成15年）10月1日：宇多津駅 - 松山駅間で「いしづち」と連結運転する列車が下り15本／上り14本に増える。また、車内販売が廃止される。
- 2005年（平成17年）
  - 3月1日：29号が全区間単独運転となり、宇多津駅 - 松山駅間で「いしづち」と連結運転する列車が14往復になる。また、指定席の車内改札の簡略化を開始（JR四国担当区間のみ）。
  - 10月：予讃線の「アンパンマン列車」において、1号車の「ばいきんまん号」・「ドキンちゃん号」に「アンパンマンシート」を導入[15]。
- 2008年（平成20年）
  - 3月15日：喫煙ルームを除き全席禁煙となる[16]。
  - 12月27日：「アンパンマン列車」にて、始発・終着駅（岡山駅・高松駅・松山駅・宇和島駅）の車内放送がアンパンマン（戸田恵子）の声で流れるようになる。
- 2009年（平成21年）
  - 3月14日：宇野線の一部複線化、瀬戸大橋線の改良工事の完成により最大4分短縮[17]。
  - 8月1日：一部列車で丸亀駅 - 観音寺駅間において車内販売を再開。

### 2010年代の動き
- 2010年（平成22年）
  - 3月13日：単独運転だった29号を「いしづち」33号との併結運転（多度津駅 - 松山駅間）に変更し、2号以外の全列車が「いしづち」と併結運転となる。宇多津駅で「いしづち」と分割併合を実施する列車は14往復、多度津駅で併合を実施する列車は下り1本となる[18]。
  - 7月上旬 - 10月16日：予讃線の「アンパンマン列車」がリニューアル（3代目）[19][20][21]。
- 2011年（平成23年）3月12日：ダイヤ改正により次のように変更[22][23]。
  - エル特急の指定を解除。
  - 喫煙ルームを廃止し、完全禁煙になる。宇和島駅発着の1往復を再度松山駅発着に変更し、松山駅 - 宇和島駅間は「宇和海」に系統分離。通勤通学時間帯以外の「宇和海」4→3両化に合わせて、宇和島行きで残った21号も松山駅から先は3両編成での運転となる。
  - 下り1号／上り2号が8000系3両編成から5両編成に変更される。これに伴い、「しおかぜ」の全列車にグリーン車が連結されることになる。
- 2012年（平成24年）8月27日 - 11月3日：予讃線の「アンパンマン列車」がリニューアル（4代目）[24][25][26][27]。
- 2013年（平成25年）
  - 3月16日：従来伊予西条発だった2号が今治発に延長。宇多津駅で「いしづち」と分割併合を実施する列車は下り11本／上り14本に、多度津駅で併合を実施する列車は下り4本となる[28]。
  - 12月20日：「アンパンマン列車」の「アンパンマンシート」をリニューアル。「ばいきんまん号」は「ばいきん城」、「ドキンちゃん号」は「ドキンちゃんの部屋」をイメージした内装となる[15][29]。
- 2014年（平成26年） 3月15日：「しおかぜ」「いしづち」に使用する8000系電車の編成を方向転換し、1 - 5号車を「しおかぜ」、6 - 8号車を「いしづち」に統一した[30]。
- 2016年（平成28年）3月26日：ダイヤ改正により次のように変更[31]。
  - 1往復のみ残っていた宇和島駅発着（10号・21号）を松山駅発着に変更し、松山駅 - 宇和島駅間は「宇和海」に系統分離。
  - 8600系の運用を開始、2000系が「しおかぜ」「いしづち」の運用から撤退し、すべて電車（8000系・8600系）での運転となった。
  - 8000系の5両編成と3両編成の各1編成が「アンパンマン列車」として運用を開始した。
- 2018年（平成30年）3月17日：ダイヤ改正により次のように変更[32]。
  - 下り5号／上り6号の使用車両を8000系から8600系に変更。
- 2019年（平成31年）3月16日：ダイヤ改正により次のように変更[33]。
  - 2号の始発駅を今治駅から伊予西条駅へ変更。
  - 21号の「いしづち」との分割併合を宇多津駅から多度津駅へ変更。

### 2020年代の動き
- 2020年（令和2年）
  - 5月16日：新型コロナウイルス感染症による乗客減のため、この日から6月12日までの間、下り7・11・15・19号／上り12・16・20・24号が運休[34]。また、下り5・9・13・17号／上り18・22・26・30号が「いしづち」との併結無しの単独運転となり、さらに「しおかぜ」「いしづち」併結運転の下り3・23・27号／上り4・8・28号が高松駅 - 松山駅間の運転となる[35]。
- 2022年（令和4年）
  - 3月12日：ダイヤ改正により、29号の運転を伊予西条駅までに変更[36]、同時に列車ごとの充当車種と編成両数も一部変更され、下り7・11・19・23号／上り8・12・20・24号が8600系5両編成で、下り1号／上り2号が8000系3両編成での運転となった[37]。
  - 3月15日:特急「南風」と共に運行開始50周年を迎え、記念キャンペーンを実施[38][39]。

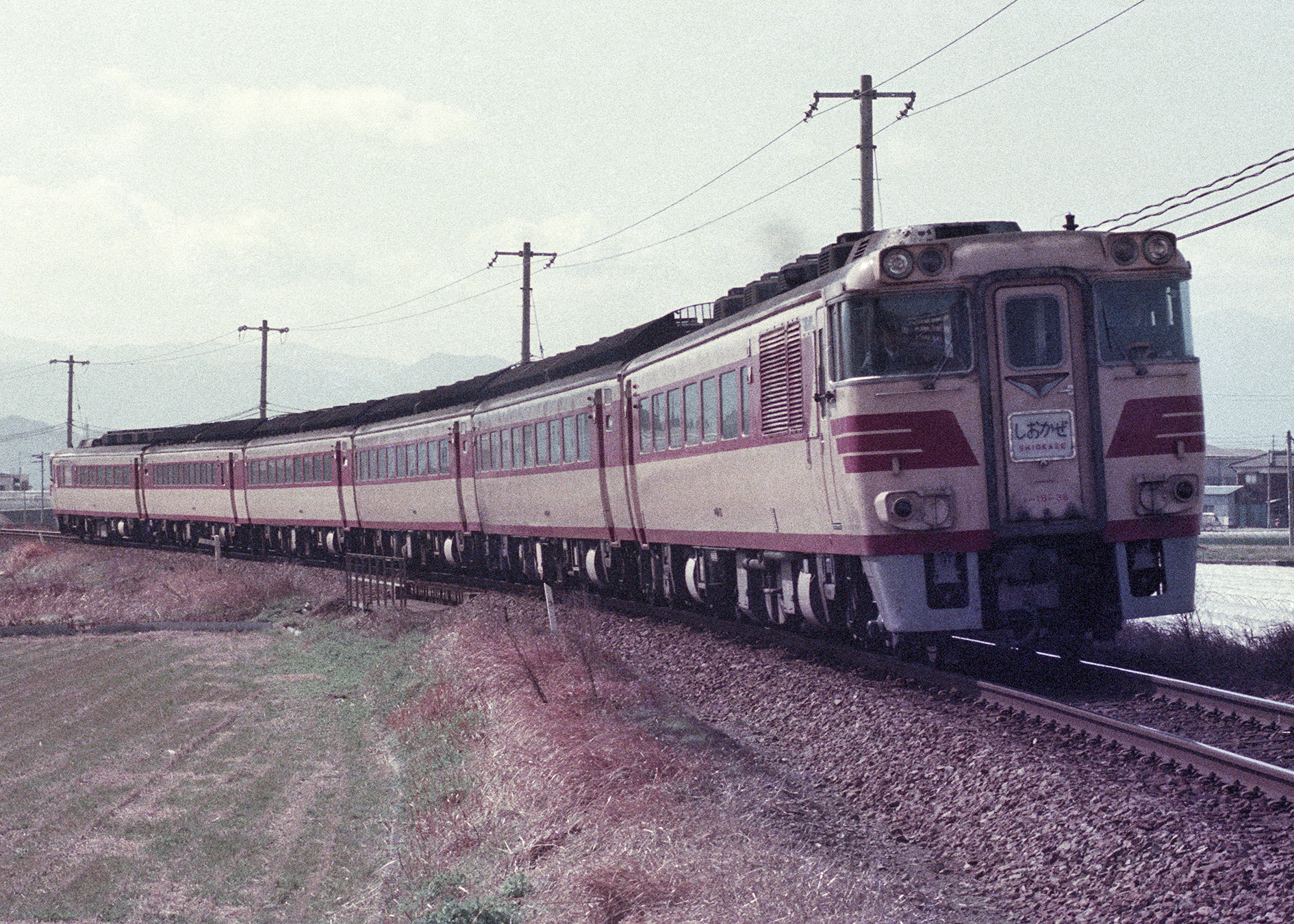
国鉄キハ181系気動車「しおかぜ」
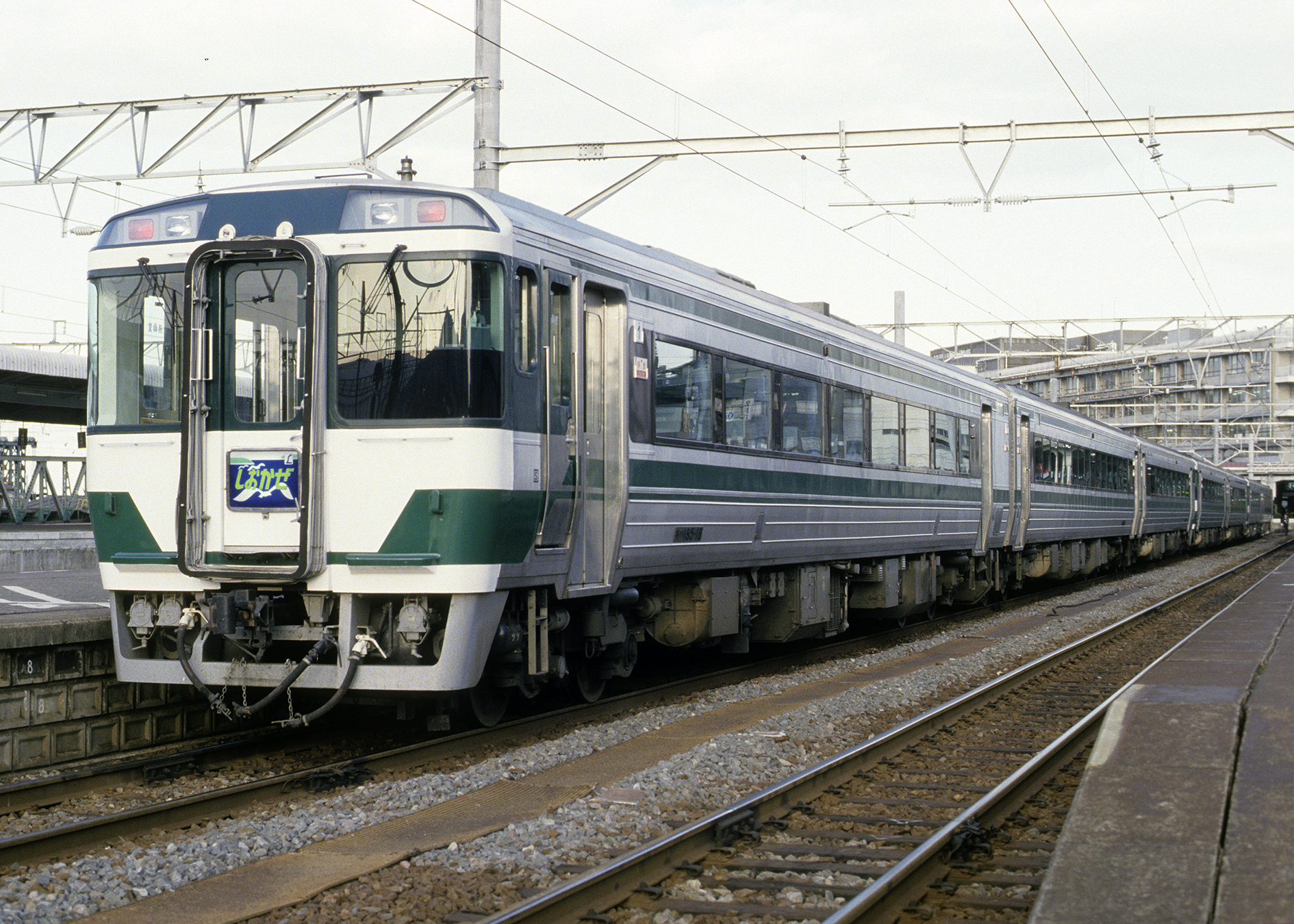
国鉄キハ185系気動車「しおかぜ」（1986年）
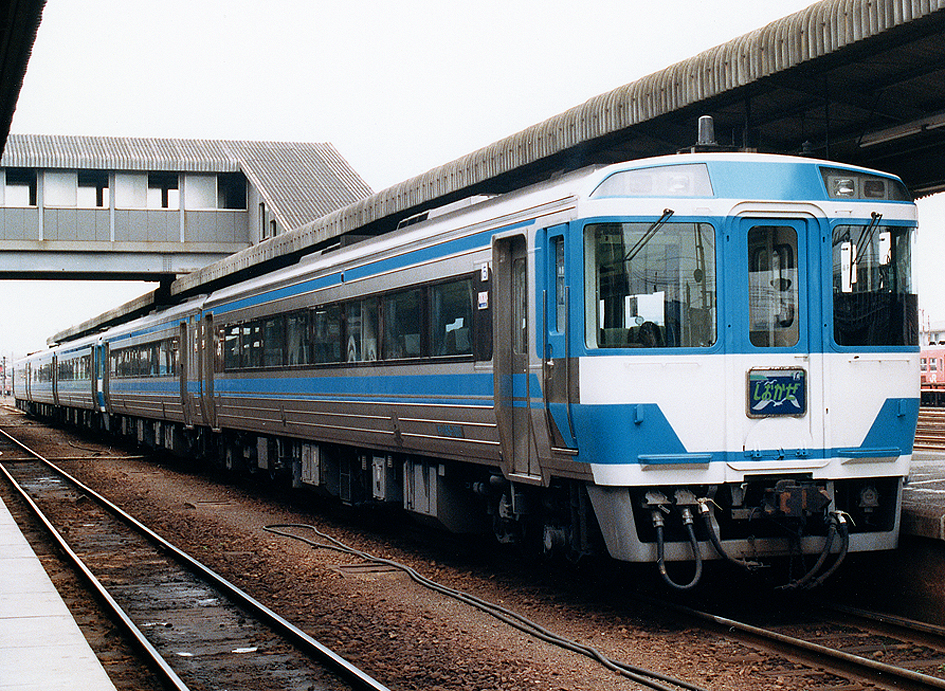
国鉄キハ185系気動車「しおかぜ」（1987年）
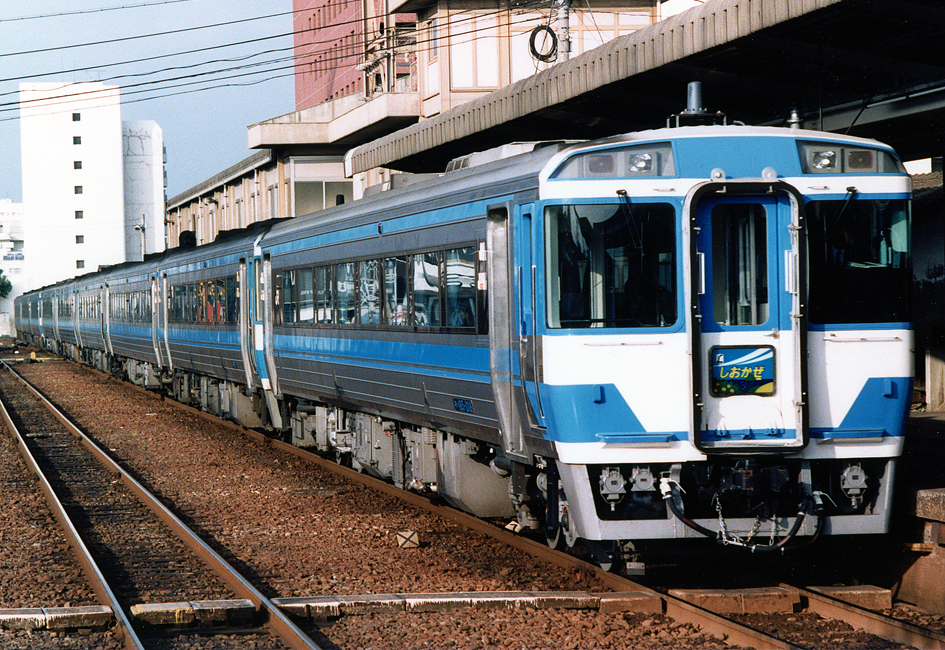
国鉄キハ185系気動車「しおかぜ」9両編成（1989年）
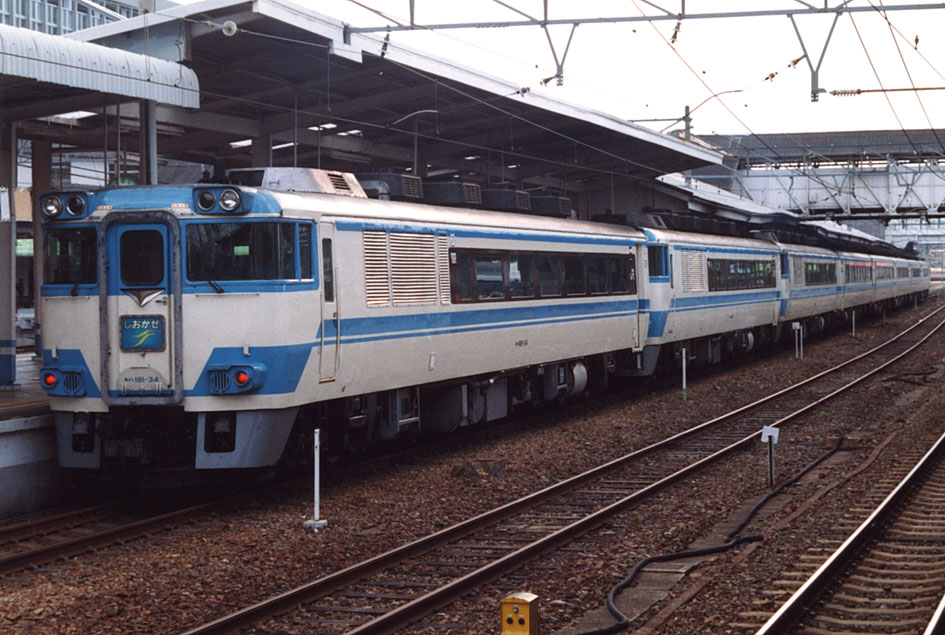
8両編成中4両がキハ181形の「しおかぜ」
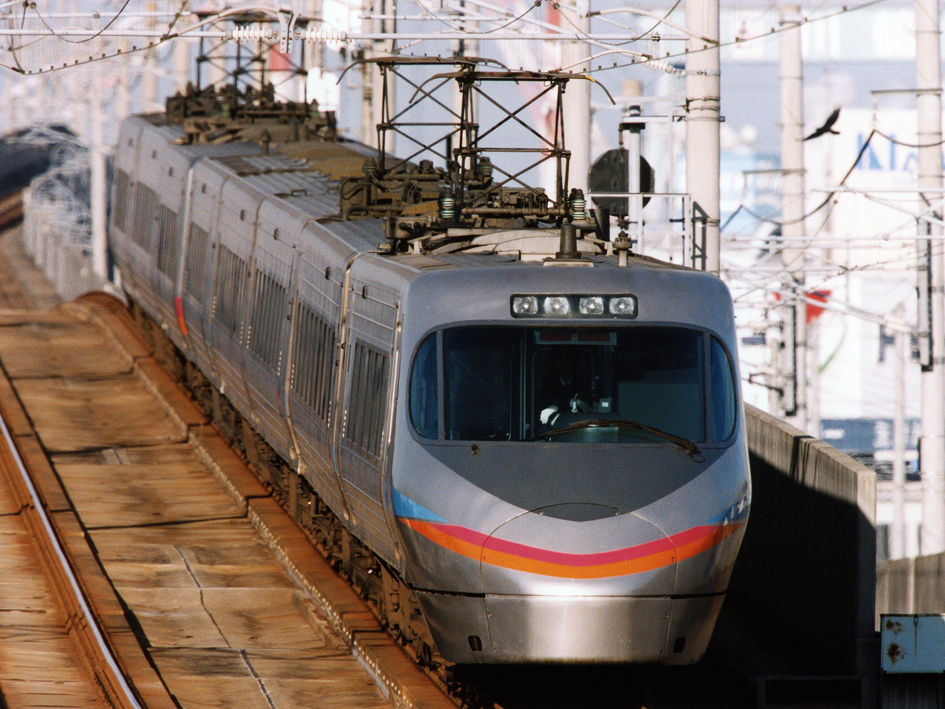
JR四国8000系電車「しおかぜ」(リニューアル前)
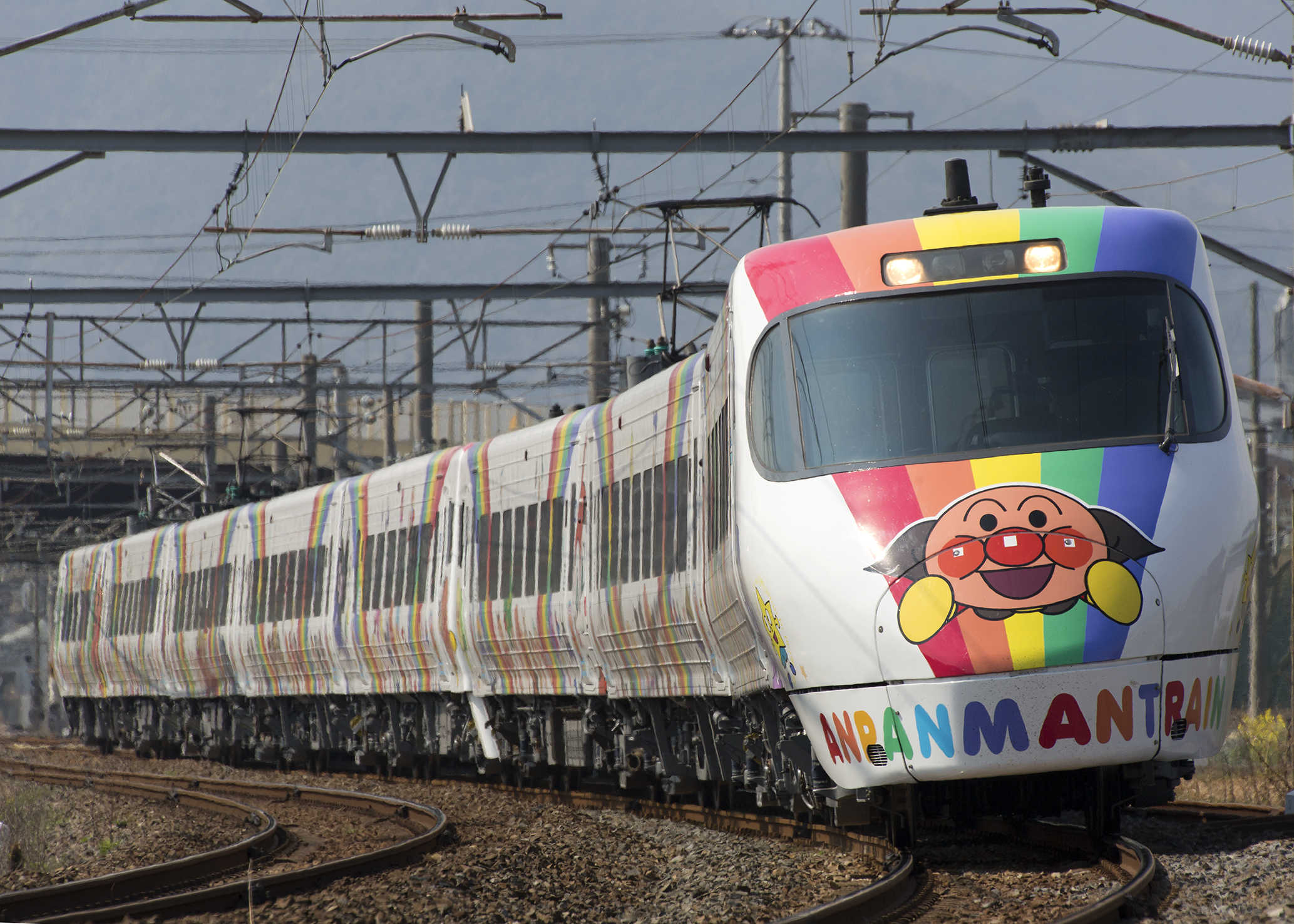
JR四国8000系電車「しおかぜ」「いしづち」アンパンマン列車（2016年）
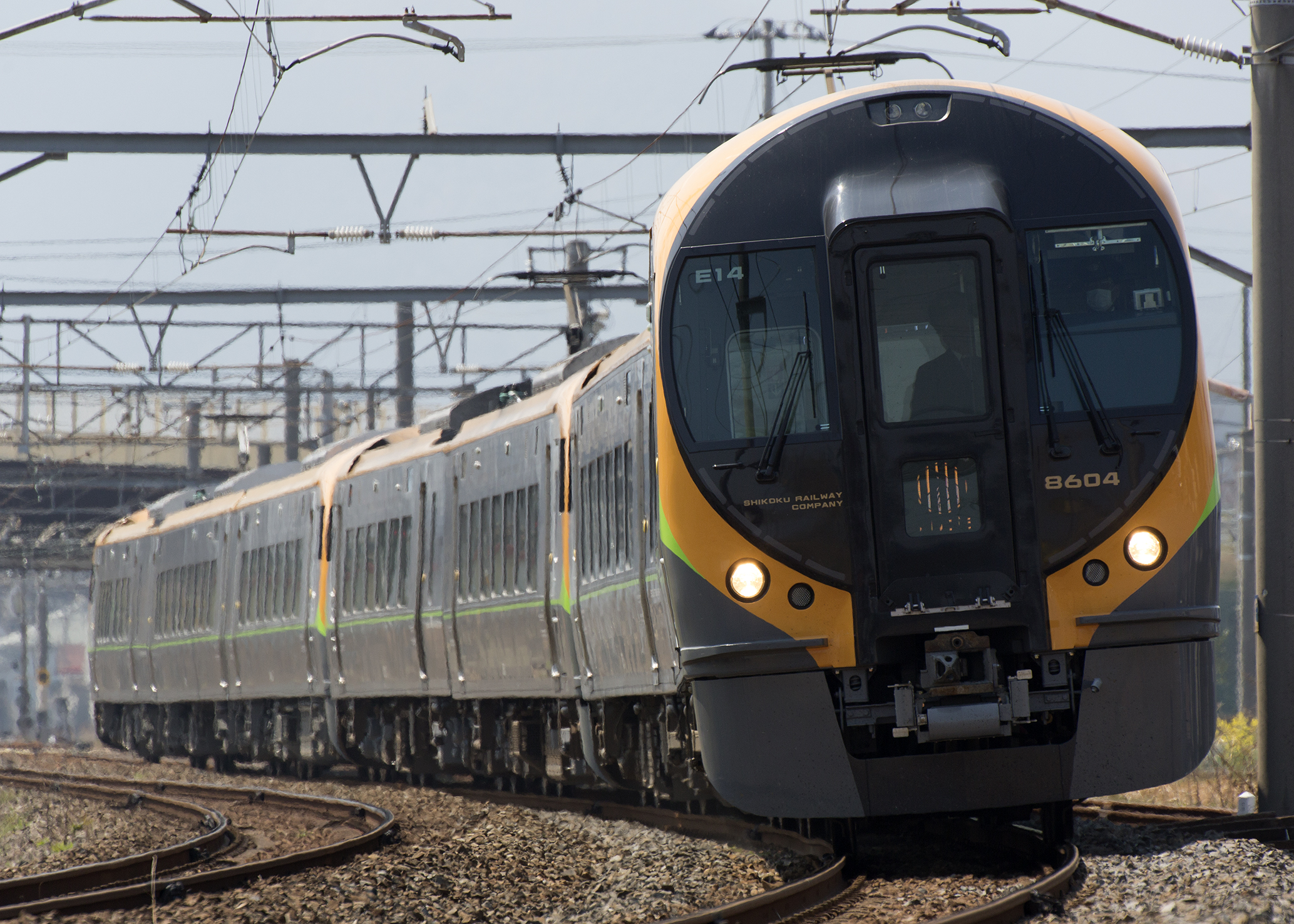
JR四国8600系電車「しおかぜ」「いしづち」（2016年）
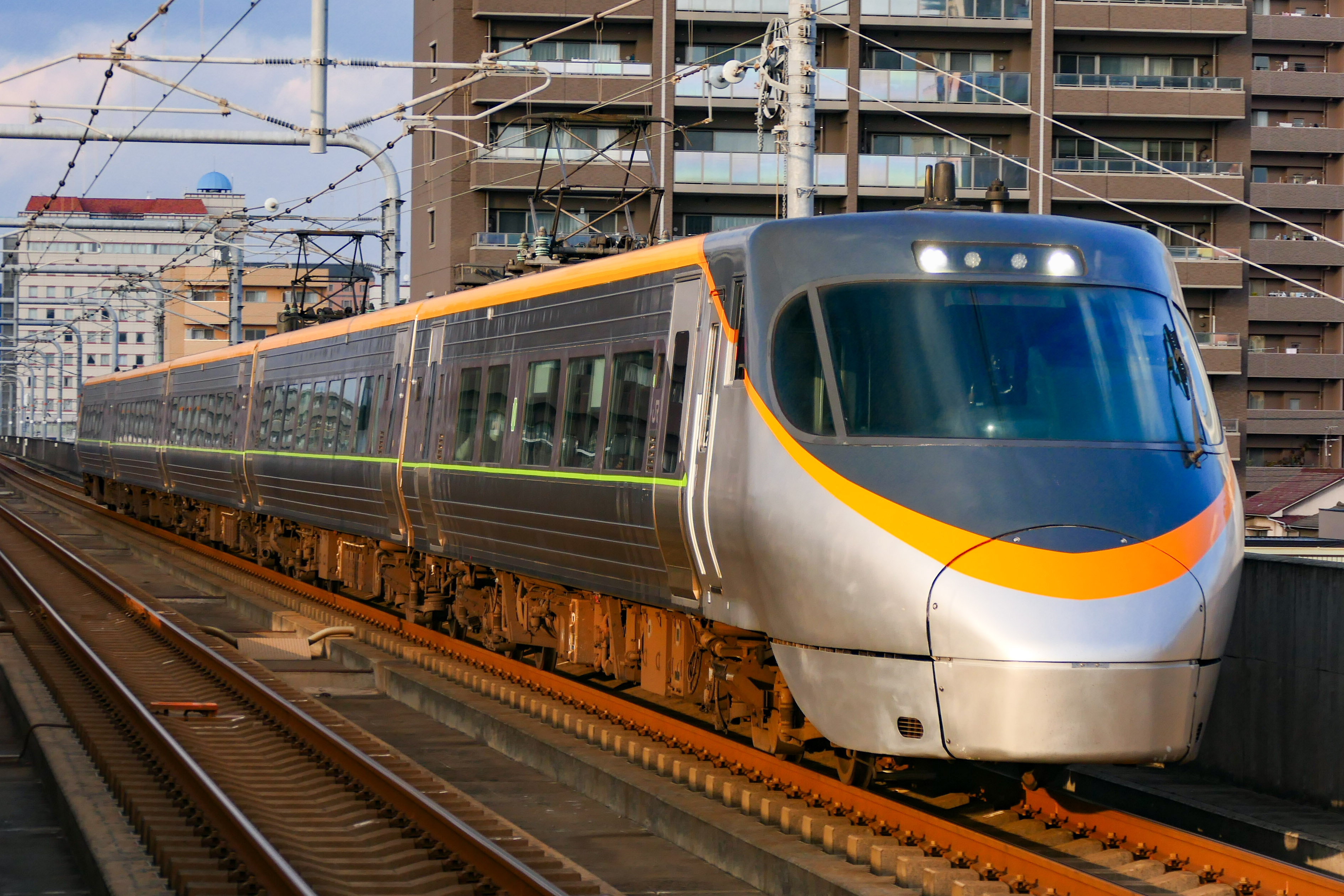
再リニューアル後のJR四国8000系電車「しおかぜ」「いしづち」（2024年）